# Ajara Nchout
Ajara Nchout Njoya, född den 12 januari 1993, är en kamerunsk fotbollsspelare som spelar för den norska klubben Vålerengen.
Nchout ingick i Kameruns lag under Olympiska sommarspelen 2012 och har deltagit i två världsmästerskap, 2015 då hon gjorde mål mot Japan och 2019 då hon gjorde två mål mot Nya Zeeland.